# Hemoglobin
Hemoglobin, (haemoglobin ili skraćeno Hb) je krvni pigment, metaloprotein koji u strukturi sadrži željezo te služi za prijenos kisika. Nalazi se u crvenim krvnim stanicama krvi svih kralježnjaka i ostalih sisavaca. Kod sisavaca hemoglobin čini oko 97% suhog dijela crvene krvne stanice, i oko 35% ukupnog sadržaja (uključujući vodu). Hemoglobin prenosi kisik iz pluća ili škrga prema ostatku tijela, kao npr. mišićima, gdje otpušta kisik. Hemoglobin također ima razne druge zadatke prijenosa plinova i prilagodbe učinka, koji variraju od vrste do vrste, a mogu biti prilično raznoliki kod nekralježnjaka. Hemoglobin koji prenosi kisik zove se oksihemoglobin i krvi daje svjetlocrvenu boju, dok onaj koji prenosi ugljikov dioksid daje tamnocrvenu boju i zove se karbaminohemoglobin

## Nastajanje hemoglobina
Sintezom octene kiseline i glicina nastaje jedan pirolov prsten. Takva 4 pirolova prstena zajedno tvore protoporfirinski spoj koji potom na sebe veže atom željeza i time nastaje jedna molekula hema. Kad se 4 molekule hema spoje s jednom molekulom globina nastaje hemoglobin.
Hemoglobin nastaje u stanicama koštane srži koje imaju jezgru. Glavni hemoglobin u odrasle osobe je hemoglobin A kojemu je podjedinični sastav α2β2. Hemoglobin odrasla čovjeka (HbA) razlikuje se sastavom od hemoglobina u čovjeka koji je u fazi embrionalnog razvoja. Eritrociti u ploda su embrionalni (ζ2ε2), potom fetalni (α2γ2). Nekoliko tjedana pred porođaj sinteza β-podjedinice nadvlada sintezu γ-podjedinice. Ove dvije vrste hemoglobina u plodu (fetalni i embrionalni) većeg su afiniteta za kisik od hemoglobina A, što omogućuje da se prenosi kisika iz krvnoga optoka majke u krvni optok ploda.
Hemoglobin sadrži 4 atoma željeza i može na sebe vezati 8 atoma kisika, Hb4O8.

## Razgradnja
Raspadom hemoglobina u slezeni nastaje bilirubin - žuti pigment. Bilirubin se izlučuje iz krvi i jetre preko žuči u crijevo i tamo se pretvara u urobilin i sterkobilin, tvari koje daju boju urinu i stolici.

## Dijagnostika
Određivanje koncentracije hemoglobina u krvi dio je standardnih laboratorijskih pretraga koje se koriste u dijagnostici bolesti.
Referentne vrijednosti ovise o životnoj dobi, a za odrasle osobe su:
- za muškarce: 138 do 175 g/L
- za žene: 119 do 157 g/L

Povišene vrijednosti mogu biti u bolestima kao što su npr. policitemija, hemokoncentracija, opstruktivna bolest pluća, dok snižene vrijednosti mogu se nalaziti u stanjima kao što su npr. anemija, krvarenje, zloćudne bolesti, hemoliza, hemoglobinopatija.
Mjerenjem koncentracije Hb A1c, može se dobiti podatak o razini glukoze u krvi kod oboljelih od diabetes mellitusa u razdoblju od 50-55 dana.